# Marina Shpitzindel
Marina Boltenkova, coniugata Shpitzindel (Cherson, 14 maggio 1967), è un'ex cestista moldava.

## Carriera
Con la Moldavia ha disputato i Campionati europei del 1995.